# سيباستيان كلاس
سيباستيان كلاس (بالألمانية: Sebastian Klaas)‏ (30 يونيو 1998 في ألمانيا - ) هو لاعب كرة قدم ألماني في مركز الوسط. لعب مع نادي أوسنابروك.

## وصلات خارجية
- سيباستيان كلاس على موقع قاعدة بيانات كرة القدم.إي يو (الإنجليزية)
- سيباستيان كلاس على موقع عالم كرة القدم.نت (الإنجليزية)